# Habas
Habas (prononcé [abas] ; Havars, en occitan) est une commune française située dans le département des Landes en région Nouvelle-Aquitaine.
Le gentilé est Habassais.

## Géographie

### Localisation
La commune est limitrophe du département des Pyrénées-Atlantiques.

### Communes limitrophes
Les communes limitrophes sont  Estibeaux, Labatut, Lahontan, Misson, Mouscardès, Ossages et Puyoô.
| Misson                          | Estibeaux                    |            |
| Labatut                         | Habas                        | Mouscardès |
| Lahontan (Pyrénées-Atlantiques) | Puyoô (Pyrénées-Atlantiques) | Ossages    |

### Climat
Pour des articles plus généraux, voir Climat de la Nouvelle-Aquitaine et Climat des Landes.
Historiquement, la commune est exposée à un micro climat océanique basque.  
En 2020, Météo-France publie une typologie des climats de la France métropolitaine dans laquelle la commune est dans une zone de transition entre le climat océanique et le climat de montagne et est dans la région climatique  Pyrénées atlantiques, caractérisée par une pluviométrie élevée (>1 200 mm/an) en toutes saisons, des hiver très doux (7,5 °C en plaine) et des vents faibles.
Pour la période 1971-2000, la température annuelle moyenne est de 13,4 °C, avec une amplitude thermique annuelle de 13,8 °C. Le cumul annuel moyen de précipitations est de 1 264 mm, avec 12,5 jours de précipitations en janvier et 7,8 jours en juillet. Pour la période 1991-2020, la température moyenne annuelle observée sur la station météorologique la plus proche, située sur la commune d'Orthez à 15,78 km à vol d'oiseau, est de 0,0 °C et le cumul annuel moyen de précipitations est de 0,0 mm,. Pour l'avenir, les paramètres climatiques de la commune estimés pour 2050 selon différents scénarios d’émission de gaz à effet de serre sont consultables sur un site dédié publié par Météo-France en novembre 2022.

## Urbanisme

### Typologie
Au 1er janvier 2024, Habas est catégorisée commune rurale à habitat dispersé, selon la nouvelle grille communale de densité à sept niveaux définie par l'Insee en 2022.
Elle est située hors unité urbaine. Par ailleurs la commune fait partie de l'aire d'attraction de Dax, dont elle est une commune de la couronne,. Cette aire, qui regroupe 60 communes, est catégorisée dans les aires de 50 000 à moins de 200 000 habitants,.

### Occupation des sols

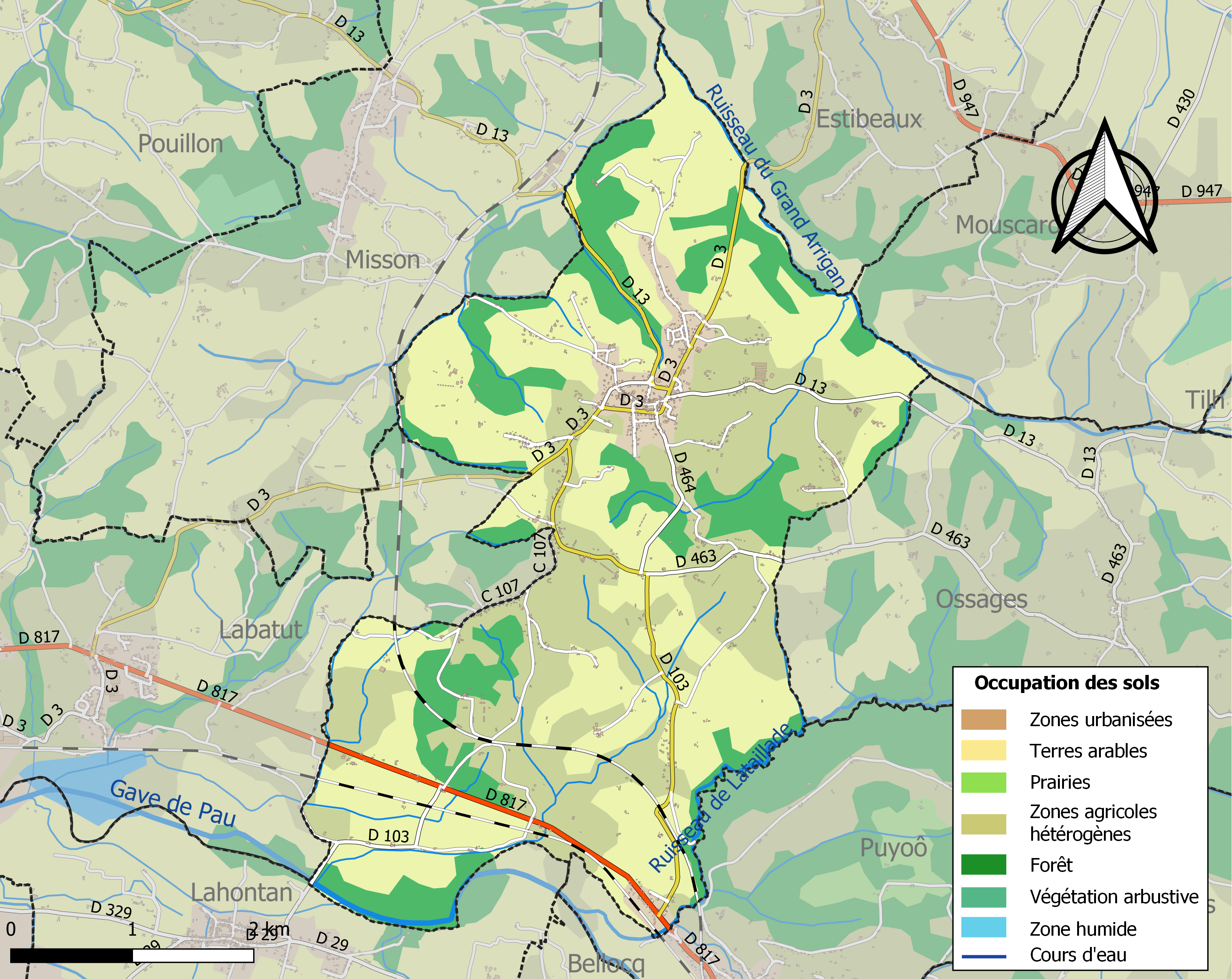
Carte des infrastructures et de l'occupation des sols de la commune en 2018 (CLC).

L'occupation des sols de la commune, telle qu'elle ressort de la base de données européenne d’occupation biophysique des sols Corine Land Cover (CLC), est marquée par l'importance des territoires agricoles (76,5 % en 2018), en diminution par rapport à 1990 (78,8 %). La répartition détaillée en 2018 est la suivante : terres arables (45 %), zones agricoles hétérogènes (31,5 %), forêts (19 %), zones urbanisées (4,4 %). L'évolution de l’occupation des sols de la commune et de ses infrastructures peut être observée sur les différentes représentations cartographiques du territoire : la carte de Cassini (XVIIIe siècle), la carte d'état-major (1820-1866) et les cartes ou photos aériennes de l'IGN pour la période actuelle (1950 à aujourd'hui).

### Risques majeurs
Le territoire de la commune d'Habas est vulnérable à différents aléas naturels : météorologiques (tempête, orage, neige, grand froid, canicule ou sécheresse), inondations, mouvements de terrains et séisme (sismicité modérée). Il est également exposé à un risque technologique,  le transport de matières dangereuses. Un site publié par le BRGM permet d'évaluer simplement et rapidement les risques d'un bien localisé soit par son adresse soit par le numéro de sa parcelle.

#### Risques naturels
Certaines parties du territoire communal sont susceptibles d’être affectées par le risque d’inondation par débordement de cours d'eau, notamment le Gave de Pau, le ruisseau du Grand Arrigan et le ruisseau de Lataillade. La commune a été reconnue en état de catastrophe naturelle au titre des dommages causés par les inondations et coulées de boue survenues en 1992, 1998, 1999, 2009 et 2018,.
Les mouvements de terrains susceptibles de se produire sur la commune sont des tassements différentiels.

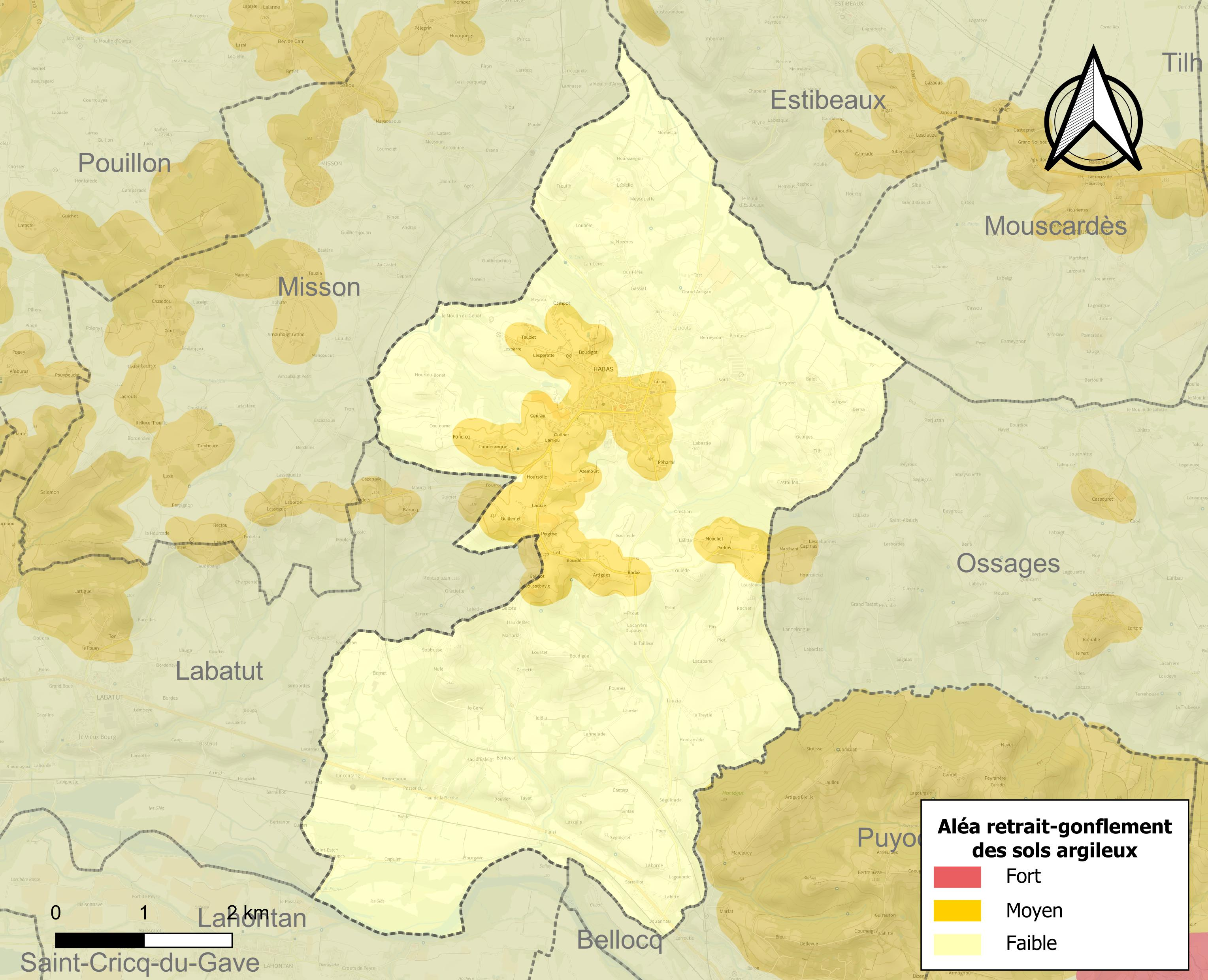
Carte des zones d'aléa retrait-gonflement des sols argileux d'Habas.

Le retrait-gonflement des sols argileux est susceptible d'engendrer des dommages importants aux bâtiments en cas d’alternance de périodes de sécheresse et de pluie. 13,2 % de la superficie communale est en aléa moyen ou fort (19,2 % au niveau départemental et 48,5 % au niveau national). Sur les 660 bâtiments dénombrés sur la commune en 2019,  283 sont en aléa moyen ou fort, soit 43 %, à comparer aux 17 % au niveau départemental et 54 % au niveau national. Une cartographie de l'exposition du territoire national au retrait gonflement des sols argileux est disponible sur le site du BRGM,.
Concernant les mouvements de terrains, la commune a été reconnue en état de catastrophe naturelle au titre des dommages causés par des mouvements de terrain en 1999.

#### Risques technologiques
Le risque de transport de matières dangereuses sur la commune est lié à sa traversée par une ou des infrastructures routières ou ferroviaires importantes ou la présence d'une canalisation de transport d'hydrocarbures. Un accident se produisant sur de telles infrastructures est susceptible d’avoir des effets graves sur les biens, les personnes ou l'environnement, selon la nature du matériau transporté. Des dispositions d’urbanisme peuvent être préconisées en conséquence.

## Toponymie
Son nom occitan gascon est Havars.

## Héraldique
| Blason de Habas | Blason  | D’azur à quatre fasces d’argent. DeviseDeus adjutor in adversis |
| Blason de Habas | Détails | Le statut officiel du blason reste à déterminer.                |

## Politique et administration
| Période                                  | Période                  | Identité                        | Étiquette | Qualité                             |
| ---------------------------------------- | ------------------------ | ------------------------------- | --------- | ----------------------------------- |
| 1644                                     | 1692                     | Jean de Massie                  |           | Jurat                               |
| 27 janvier 1765                          |                          | Jean Massie, dit Poyusan        |           | Second Jurat                        |
| 1789?                                    |                          | Despériers                      |           | Jurat                               |
| 17 février 1790                          | après le 8 mai 1791      | Jacques Jauréguy                |           |                                     |
| 20 décembre 1807                         | ?                        | Jean Laudemiey                  |           |                                     |
| 24 décembre 1812                         | après le 24 janvier 1817 | Pierre ? Forestier              |           |                                     |
|                                          | 1826                     | Jean François Massie            |           | Médecin                             |
| 1826                                     | 1830 (révocation)        | Paul Gratien Tayet              |           |                                     |
| 6 décembre 1830                          | 1835                     | Justin Lagelouse (ou Lagelouze) |           |                                     |
| 1835                                     | 1840                     | Péborde                         |           | Baron                               |
| 1840                                     | 1843                     | Lavielle, de Castaillon         |           |                                     |
| 1843                                     | 1848                     | Darrigan                        |           | Notaire                             |
| mai 1848                                 | 1870                     | Camille Mathieu Massie          |           | Médecin                             |
| 1870                                     | quelques jours           | Darrigan                        |           | Notaire                             |
| mai 1870                                 | 1901                     | Camille Mathieu Massie          |           | Médecin                             |
| 1901                                     | 1905                     | Vincent Massie                  |           | Médecin                             |
| 1983                                     | 2011                     | Jean Lalanne                    | PS        | Retraité de l'enseignement agricole |
| 2011                                     | En cours                 | Jean-François Lataste           | PS        | Exploitant agricole                 |
| Les données manquantes sont à compléter. |                          |                                 |           |                                     |

## Démographie
| 1793  | 1800  | 1806  | 1821  | 1831  | 1836  | 1841  | 1846  | 1851  |
| ----- | ----- | ----- | ----- | ----- | ----- | ----- | ----- | ----- |
| 2 045 | 1 586 | 1 931 | 1 778 | 1 938 | 1 987 | 2 030 | 2 087 | 2 010 |

| 1856  | 1861  | 1866  | 1872  | 1876  | 1881  | 1886  | 1891  | 1896  |
| ----- | ----- | ----- | ----- | ----- | ----- | ----- | ----- | ----- |
| 2 003 | 2 013 | 2 038 | 1 915 | 1 792 | 1 814 | 1 715 | 1 714 | 1 636 |

| 1901  | 1906  | 1911  | 1921  | 1926  | 1931  | 1936  | 1946  | 1954  |
| ----- | ----- | ----- | ----- | ----- | ----- | ----- | ----- | ----- |
| 1 676 | 1 675 | 1 680 | 1 563 | 1 564 | 1 559 | 1 637 | 1 395 | 1 389 |

| 1962  | 1968  | 1975  | 1982  | 1990  | 1999  | 2004  | 2006  | 2009  |
| ----- | ----- | ----- | ----- | ----- | ----- | ----- | ----- | ----- |
| 1 371 | 1 425 | 1 350 | 1 290 | 1 310 | 1 311 | 1 442 | 1 511 | 1 448 |

| 2014  | 2019  | 2022  | - | - | - | - | - | - |
| ----- | ----- | ----- | - | - | - | - | - | - |
| 1 512 | 1 466 | 1 464 | - | - | - | - | - | - |

## Lieux et monuments

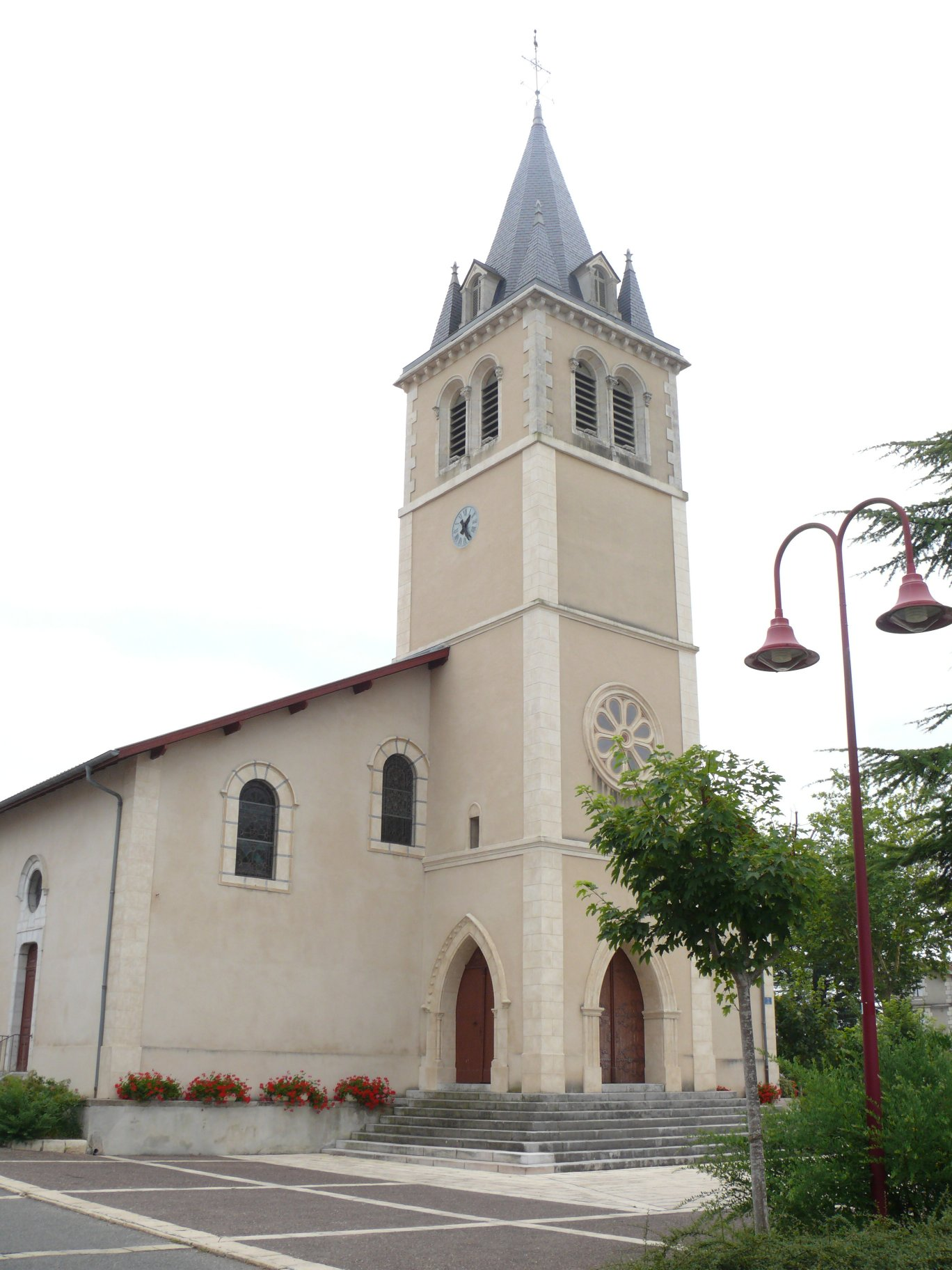
L'église Saint-Pierre-et-Saint-Paul.

- Église Saint-Pierre-et-Saint-Paul de Habas.

## Personnalités liées à la commune
- Pierre Lanusse
- François Lanusse